# Роганская (станция метро)
Роганская (укр. Роганська,  (слушать)о файле) — перспективная станция Харьковского метрополитена на Холодногорско-Заводской линии. Будет расположена между станциями «Восточная» и «Южная». Расположится на территории микрорайона «Горизонт» в районе троллейбусного круга. Другой вариант предписывает размещение станции внутри 759-а микрорайона Роганского жилого массива (что больше соответствует названию) — по бульвару Сергея Грицевца напротив супермаркета «Класс»[уточнить], где на территории микрорайона в свободном пространстве между двумя жилыми группами специально зарезервировано место для её постройки. Но на этом месте уже идёт строительство Храма Иерусалимской Иконы Божией Матери УПЦ.

## Строительство
Идея строительства ветки от «Пролетарской» (нынешней «Индустриальной») на восток возникла в конце 1980-х — начале 1990-х годов, одновременно со строительством новых жилых массивов в восточной части города. Линию предполагали продлить на 6,2 километра с тремя новыми станциями «Восточная» (в районе Плиточного завода), «Роганская» (в центре нового жилмассива «Горизонт») и «Южная» (в районе улицы Зубарева в Роганском жилмассиве). Прежде всего в этом были заинтересованы предприятия, располагавшиеся в той части города, работники которых получали жилье в новых жилых массивах «Рогань» и «Горизонт». В 1994 году Орджоникидзевский райисполком, объединив средства ряда промышленных предприятий района, заказал институту «Харьковметропроект» технико-экономическое обоснование (ТЭО) продления линии, причем метро к Рогани обещали подвести уже к 2005 году, что оказалось нереальным.
На данный момент будущее станции туманно: дата начала строительства не определена, проект станции также не создан. Станция не указана в Генеральном плане развития города Харькова до 2031 года. Строительство получит смысл только с дальнейшей многоэтажной застройкой данного микрорайона.